# Campeonato da Europa de Atletismo de 2022 - 200 m masculino
A prova dos 200 metros masculino do Campeonato da Europa de Atletismo de 2022 foi disputada nos dias 18 e 19 de agosto de 2022, no Estádio Olímpico de Munique, em Munique na Alemanha. 

## Recordes
Antes desta competição, os recordes mundiais e do campeonato nesta prova eram os seguintes:
|                       | Nome             | Nacionalidade  | Tempo  | Local            | Data                   |
| --------------------- | ---------------- | -------------- | ------ | ---------------- | ---------------------- |
| Recorde mundial       | Usain Bolt       | Jamaica        | 19s 19 | Berlim           | 20 de agosto de 2009   |
| Recorde europeu       | Pietro Mennea    | Itália         | 19s 72 | Cidade do México | 12 de setembro de 1979 |
| Recorde do campeonato | Ramil Guliyev    | Turquia        | 19s 76 | Berlim           | 9 de agosto de 2018    |
| Melhor marca do ano   | Noah Lyles       | Estados Unidos | 19s 31 | Eugene           | 21 de julho de 2022    |
| EL                    | Blessing Afrifah | Israel         | 19s 96 | Cali             | 4 de agosto de 2022    |

## Medalhistas
| Ouro                 | Prata                          | Bronze              |
| Zharnel Hughes (GBR) | Nethaneel Mitchell-Blake (GBR) | Filippo Tortu (ITA) |

## Cronograma
Todos os horários são locais (UTC+2).
| Data         | Hora  | Evento    |
| ------------ | ----- | --------- |
| 18 de agosto | 12:30 | Bateria   |
| 18 de agosto | 20:13 | Semifinal |
| 19 de agosto | 21:20 | Final     |

## Resultados

### Bateria
Qualificação:3 atletas de cada bateria (Q) mais os 3 melhores qualificados (q). Os 12 atletas mais bem posicionados se classificaram diretamente para as semifinais.
Vento: 
Bateria 1: -1.0 m/s, Bateria 2: -0.6 m/s, Bateria 3: +0.3 m/s
| Pos. | Bateria | Raia | Atleta                | Nacionalidade | Tempo | Notas |
| ---- | ------- | ---- | --------------------- | ------------- | ----- | ----- |
| 1    | 2       | 8    | Eseosa Desalu         | Itália        | 20.46 | Q,    |
| 2    | 1       | 8    | Taymir Burnet         | Países Baixos | 20.48 | Q     |
| 3    | 3       | 8    | Ján Volko             | Eslováquia    | 20.48 | Q,    |
| 4    | 3       | 5    | Diego Aldo Pettorossi | Itália        | 20.65 | Q     |
| 5    | 2       | 2    | William Reais         | Suíça         | 20.66 | Q,    |
| 6    | 2       | 4    | Gediminas Truskauskas | Lituânia      | 20.67 | Q     |
| 7    | 2       | 3    | Samuel Purola         | Finlândia     | 20.77 | q     |
| 8    | 1       | 6    | Łukasz Żok            | Polónia       | 20.78 | Q     |
| 9    | 3       | 4    | Daniel Rodríguez      | Espanha       | 20.80 | Q     |
| 10   | 3       | 3    | Patryk Wykrota        | Polónia       | 20.81 | q     |
| 11   | 3       | 6    | Simon Hansen          | Dinamarca     | 20.81 | q     |
| 12   | 1       | 5    | Jan Jirka             | Chéquia       | 20.84 | Q     |
| 13   | 2       | 6    | Tazana Kamanga-Dyrbak | Dinamarca     | 20.88 |       |
| 14   | 1       | 7    | Mathias Hove Johansen | Noruega       | 20.89 |       |
| 15   | 1       | 2    | Robin Vanderbemden    | Bélgica       | 20.90 |       |
| 15   | 3       | 2    | Felix Svensson        | Suíça         | 20.90 |       |
| 17   | 2       | 1    | Tamás Máté            | Hungria       | 20.94 |       |
| 18   | 3       | 7    | Jiří Polák            | Chéquia       | 20.94 |       |
| 19   | 1       | 3    | Panayiotis Trivizas   | Grécia        | 21.00 |       |
| 20   | 1       | 4    | Marcus Lawler         | Irlanda       | 21.10 |       |
| 21   | 1       | 1    | Robin Erewa           | Alemanha      | 21.12 |       |
| 22   | 2       | 5    | Eduard Kubelík        | Chéquia       | 21.25 |       |
| 23   | 2       | 7    | Jerai Torres          | Gibraltar     | 22.70 |       |

### Semifinal
Qualificação: 2 atletas de cada bateria (Q) mais os 2 melhores qualificados (q). Os 12 mais bem classificados se juntaram aos 12 atletas classificados na fase anterior.
Vento:
Bateria 1: -1.0 m/s, Bateria 2: -0.6 m/s, Bateria 3: +0.3 m/s
| Pos. | Bateria | Raia | Atleta                   | Nacionalidade | Tempo | Notas                |
| ---- | ------- | ---- | ------------------------ | ------------- | ----- | -------------------- |
| 1    | 1       | 5    | Zharnel Hughes           | Reino Unido   | 20.19 | Q                    |
| 2    | 2       | 4    | Charlie Dobson           | Reino Unido   | 20.21 | Q                    |
| 3    | 3       | 5    | Filippo Tortu            | Itália        | 20.29 | Q                    |
| 4    | 1       | 6    | Joshua Hartmann          | Alemanha      | 20.33 | Q,                   |
| 5    | 1       | 4    | Blessing Afrifah         | Israel        | 20.34 | q                    |
| 6    | 3       | 4    | Nethaneel Mitchell-Blake | Reino Unido   | 20.34 | Q                    |
| 7    | 3       | 6    | Pol Retamal              | Espanha       | 20.38 | q                    |
| 8    | 3       | 8    | Ján Volko                | Eslováquia    | 20.39 | Recorde da temporada |
| 9    | 2       | 6    | Ramil Guliyev            | Turquia       | 20.44 | Q                    |
| 10   | 3       | 7    | Taymir Burnet            | Países Baixos | 20.44 | Recorde da temporada |
| 11   | 2       | 5    | Méba-Mickaël Zeze        | França        | 20.47 |                      |
| 12   | 2       | 3    | Owen Ansah               | Alemanha      | 20.48 |                      |
| 13   | 1       | 8    | Eseosa Desalu            | Itália        | 20.48 |                      |
| 14   | 3       | 3    | Ryan Zeze                | França        | 20.58 |                      |
| 15   | 2       | 7    | Diego Aldo Pettorossi    | Itália        | 20.75 |                      |
| 15   | 2       | 1    | Daniel Rodríguez         | Espanha       | 20.75 |                      |
| 17   | 1       | 2    | Jan Jirka                | Chéquia       | 20.80 |                      |
| 18   | 3       | 2    | William Reais            | Suíça         | 20.82 |                      |
| 19   | 1       | 3    | Mouhamadou Fall          | França        | 20.83 |                      |
| 20   | 2       | 8    | Samuel Purola            | Finlândia     | 20.83 |                      |
| 21   | 1       | 1    | Łukasz Żok               | Polónia       | 20.93 |                      |
| 22   | 2       | 2    | Gediminas Truskauskas    | Lituânia      | 21.05 |                      |
| 23   | 3       | 1    | Patryk Wykrota           | Polónia       | 22.84 |                      |
| 24   | 1       | 7    | Simon Hansen             | Dinamarca     | DNS   | DNS                  |

### Final
A final ocorreu no dia 19 de agosto às 21:20.
Vento: -0,3 m / s
| Pos.              | Raia | Atleta                   | Nacionalidade | Tempo | Notas                |
| ----------------- | ---- | ------------------------ | ------------- | ----- | -------------------- |
| Medalha de ouro   | 3    | Zharnel Hughes           | Reino Unido   | 20.07 | Recorde da temporada |
| Medalha de prata  | 7    | Nethaneel Mitchell-Blake | Reino Unido   | 20.17 |                      |
| Medalha de bronze | 6    | Filippo Tortu            | Itália        | 20.27 |                      |
| 4                 | 5    | Charlie Dobson           | Grã-Bretanha  | 20.34 |                      |
| 5                 | 4    | Joshua Hartmann          | Alemanha      | 20.50 |                      |
| 6                 | 2    | Pol Retamal              | Espanha       | 20.63 |                      |
| 7                 | 1    | Blessing Afrifah         | Israel        | 20.69 |                      |
| 8                 | 8    | Ramil Guliyev            | Turquia       | DNF   | DNF                  |

Legenda
| Recorde mundial       | Recorde mundial (World record)               |                       | Recorde africano                      | Recorde africano (African) |                                           | Q | Classificado por posição (Qualified) |
| Recorde do campeonato | Recorde do campeonato (Championship record)  | Recorde da América    | Recorde da América (Americas)         | q                          | Classificado por melhor tempo (Qualified) |   |                                      |
| Melhor marca do ano   | Melhor marca do ano (World leading)          | Recorde asiático      | Recorde asiático (Asian)              | DNS                        | Não largou (Did not start)                |   |                                      |
| Recorde nacional      | Recorde nacional (National record)           | Recorde europeu       | Recorde europeu (European)            | DNF                        | Não terminou (Did not finish)             |   |                                      |
| Recorde pessoal       | Recorde pessoal do atleta (Personal best)    | Recorde da Oceania    | Recorde da Oceania (Oceania)          | DSQ / DQ                   | Desclassificado (Disqualified)            |   |                                      |
| Recorde da temporada  | Recorde da temporada do atleta (Season best) | Recorde sul-americano | Recorde sul-americano (South America) | NM                         | Sem marca (No mark)                       |   |                                      |